# Lai Phượng
Lai Phượng (chữ Hán giản thể: 来凤县) là một huyện của Châu tự trị dân tộc Thổ Gia, Miêu Ân Thi, tỉnh Hồ Bắc, Cộng hòa Nhân dân Trung Hoa. Huyện này có diện tích 1319,9 ki-lô-mét vuông, dân số năm 2004 là 310.000 người. Về mặt hành chính, huyện này được chia thành 3 trấn, 5 hương.
- Trấn: Bách Phúc Ti, Đại Hà, Tường Phượng.
- Hương: Lục Thủy, Man Thủy, Cựu Ti, Cách Lặc Xa, Tam Hồ.